# Ancher Anchersen (biskop)

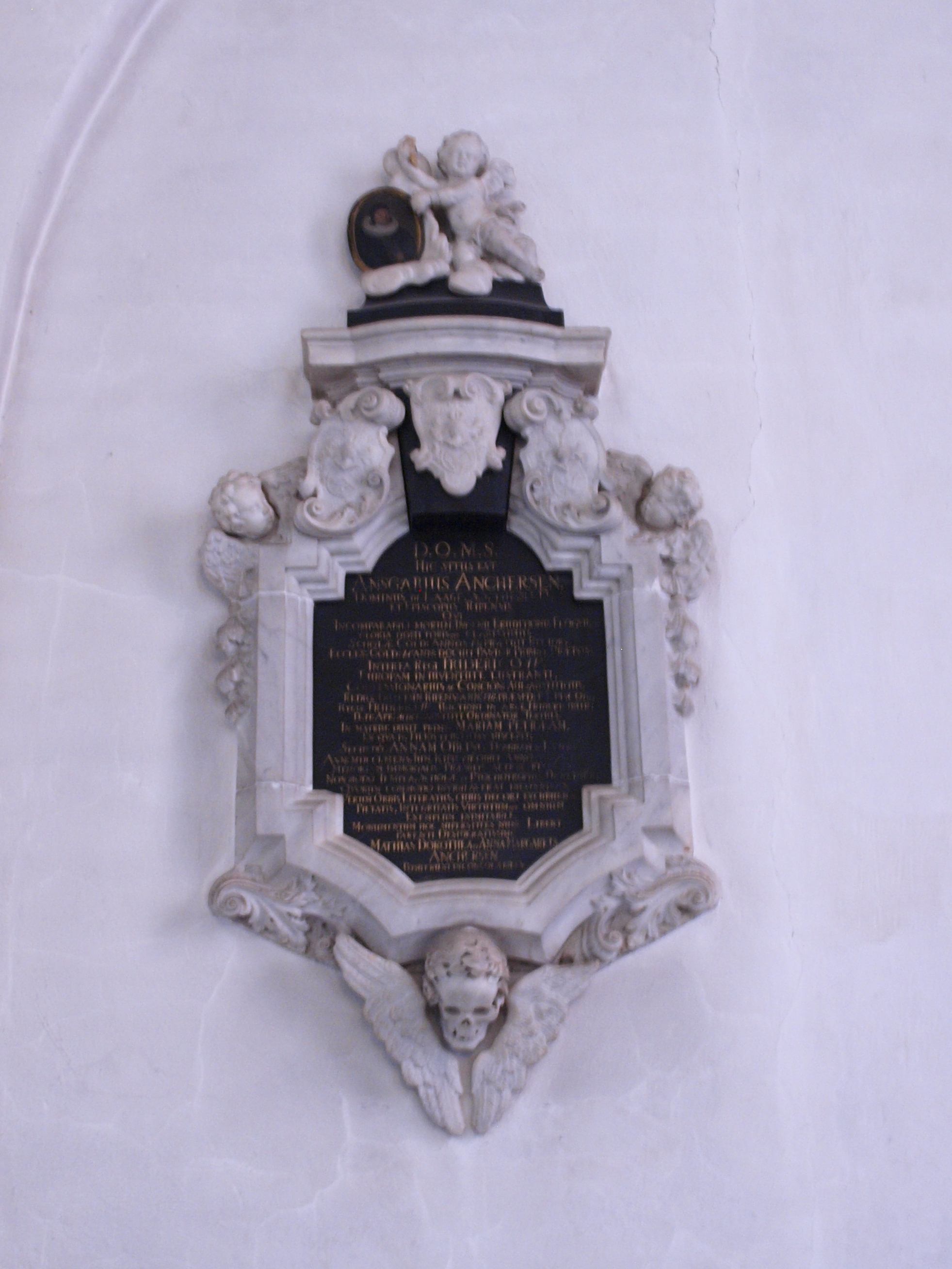
Epitafium över Ancher Anchersen, upphängt i Sankt Nicolai Kirkes i Kolding södra korsarm.

Ancher Anchersen, född den 17 januari 1644, död den 19 juni 1701, var en dansk biskop.
Anchersen var son till magister Ancher Sørensen, präst i Kolding och prost i Brusk Herred, och föddes i Kerteminde, dit hans föräldrar hade flytt, då svenskarna under kriget besatte Jylland. 
Anchersen fick sin undervisning i Odense skola och senare i denna stads gymnasium, fram till dess att han 1661 blev inskriven som student vid universitet. Under en vistelse i Tyskland 1665–1666 studerade han, särskilt i Wittenberg, teologi och orientaliska språk. 
Anchersen blev därpå rektor vid skolan i Kolding 1668 och disputerade 1671 för magistergraden. Då kungen under sina vistelser på Koldinghus ofta hade haft tillfälle att höra honom predika, blev denna bekantskap anledning till, att Anchersen 1692 blev hovpredikant hos kronprins Fredrik under dennes utlandsresa 1692–1693. 
Efter sin hemkomst blev Anchersen utnämnd till biskop över Ribe stift och genom en kunglig resolution samma år till doctor theologiae. En förkylning, som han ådrog sig på en visitationsresa, blev orsak till hans död. Universitetsprogrammet, som utfärdades med anledning av hans död, kallar honom "en Mand af gammeldags Sæder, som kun deri var ny, at han ikke havde den gamle Tids Fejl". 
Anchersen blev 1673 gift med Marie Pedersdatter. Med henne hade han fyra söner, bland vilka kan nämnas Mathias Anchersen, som också blev biskop i Ribe, och fyra döttrar, och efter hennes död 1688 med Anne Nielsdatter Obling. I litteraturen är han inte representerad.